# 정가영 (영화 감독)
정가영(1990년 ~ )은 대한민국의 영화 감독이자 영화 각본가이다.

## 작품목록
- 2014년 단편영화 《혀의 미래》(각본 & 감독)
- 2015년 단편영화 《내가 어때섷ㅎㅎ》(각본 & 감독)
- 2015년 단편영화 《처음》(감독 & 주연)
- 2016년 독립영화 《비치 온 더 비치》(각본 & 감독 & 주연 & 공동자막)
- 2016년 단편영화 《간 밤에 꾼 꿈》(감독)
- 2017년 단편영화 《조인성을 좋아하세요》(각본 & 감독 & 주연)
- 2018년 옴니버스식 독립영화 《너와 극장에서》(감독 & 조연 - 여자 역 & 각본 & 편집)
- 2018년 독립영화 《밤치기》(각본 & 감독 & 주연)
- 2018년 단편영화 《그녀는요》(조연 - 가영 역)
- 2020년 독립영화 《하트》(각본 & 감독 & 주연)
- 2021년 상업영화 《연애 빠진 로맨스》(각본 & 감독)
- 2021년 단편영화 《25년 사귄 커플》(감독)

## 수상 목록
- 2022년 제58회 백상예술대상 각본상 (연애 빠진 로맨스)